# Supercoppa spagnola 2003 (pallavolo maschile)
La Supercoppa spagnola 2003 si è svolta il 26 novembre 2003: al torneo hanno partecipato due squadre di club spagnole e la vittoria finale è andata per la seconda volta consecutiva all'Almería.

## Regolamento
Le squadre hanno disputato una gara unica.

## Squadre partecipanti
| Squadra | Qualificazione                  | Ultima partecipazione    |
| ------- | ------------------------------- | ------------------------ |
| Almería | Vincitrice SVM 2002-03          | Supercoppa spagnola 2002 |
| Elche   | Vincitrice Coppa del Re 2002-03 | Debutto                  |

## Torneo
| 26 novembre 2003 Pabellón Esperanza Lag, Elche Durata: 2h:21 - Spettatori: 1 500 | Elche | 2 - 3 | Almería | 22-25, 20-25, 25-10, 25-19, 13-15 |